# Scottish Association for Marine Science
Die Scottish Association for Marine Science (SAMS) ist ein führendes, schottisches Meeresforschungsinstitut und, 1884 als Scottish Marine Station for Scientific Research gegründet, eine der weltweit ältesten ozeanografischen Organisationen. Gegründet wurde die Association durch John Murray, dem Herausgeber der Challenger-Berichte, im Rahmen der wissenschaftlichen Auswertung der Challenger-Expedition. Die Association ist als gemeinnützige Stiftung (Scottish Charity No. 009206) registriert. Das Hauptquartier von SAMS ist in der Nähe der schottischen Universitätsstadt Oban, auf der Halbinsel Dunstaffnage mit leichtem Zugang zu Tiefwasserfjorden und dem Nordatlantik.

## Ziele und Aufgaben
Das selbstgesteckte Ziel der Association ist die Erforschung mariner Umwelten, deren Funktionsweisen und -abhängigkeiten, deren Veränderung und der Ursachen sowie die Nutzung und Verbesserung des Umgangs mit diesen Umwelten. Hierzu veröffentlicht und fördert die Association ihre Erkenntnisse öffentlich. Diese Aktivitäten zielen darauf ab, die Meere nachhaltiger zu nutzen.
Hierzu erforscht die Association die Meere und kommuniziert die Erkenntnisse an Politik, Wirtschaft und unsere Nachkommen. Die Association bietet Universitätsabschlüsse in verschiedenen Bereichen, darunter:
- Marine Science BSc. (Bachelor)
- Aquaculture, Environment and Society MSc
- Ecosystem-Based Management of Marine Systems MSc
- Marine Science MSc (Algal Biotechnology)
- PhD

## Organisation und Finanzierung

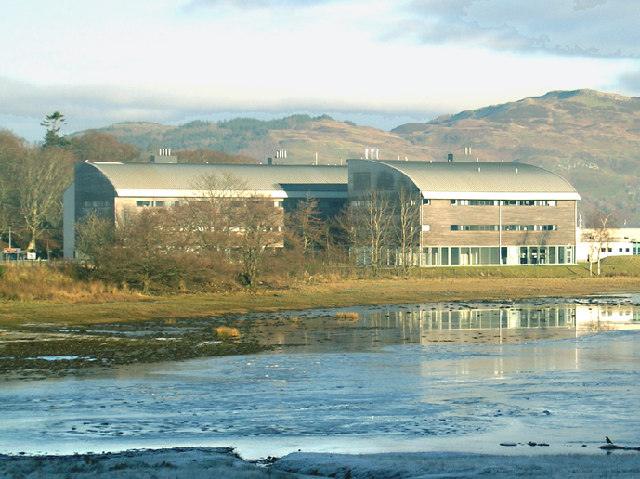
SAMS-Laborgebäude

Durch ein neunköpfiges Aufsichtsgremium, das „Board of Trustees“ mit funktionalen Aufgabenbereichen wie Finanzen, Bildung, Forschungs-Dienstleistungen und Forschung und Unternehmungen werden die ca. 150 Vollzeitmitarbeiter organisiert. Hier wird das Jahresbudget von ca. GBP 11 Mio. aufgeteilt, verwaltet und verantwortet. Das Budget wird zu ca. 70 % aus britischen und europäischen Forschungsgeldern finanziert, 20 % werden von den britischen Kultusbehörden beigesteuert und ca. 10 % werden aus kommerziellen Forschungsaufträgen erwirtschaftet.
Das Board trifft sich fünfmal jährlich. Mitglieder werden durch die Mitgliederversammlung der SAMS auf einem jährlich im November oder Dezember stattfindenden Treffen auf Zeit gewählt. Das Board wird durch einen internen Finanzausschuss und externe Wirtschaftsprüfern überwacht.
Das Board ernennt die Direktoren und Manager von SAMS und SRSL (siehe unten) und beaufsichtigt die Aktivitäten.

### Kommerzielle Aktivitäten
Um die Forschungsaufträge abwickeln zu können, hat SAMS ein kommerzielles Unternehmen gegründet, die SAMS Research Services Ltd (SRSL), einer Gesellschaft mit beschränkter Haftung nach schottischem Recht. Dieses Unternehmen wirkt auch als akademischer Partner in der Zusammenarbeit mit anderen Universitäten.

## Geschichte
1874 gründete der Herausgeber der Challenger-Berichte, der Ozeanograf John Murray, die Scottish Marine Station for Scientific Research in der Nähe von Granton, heute einem Teil von Edinburgh. Die Lage in der Nähe des Firth of Forth machte die Position für die Zwecke der Station brauchbar. Murray hatte sich als Mitglied der Meteorological Society of Scotland und gleichzeitig der Royal Society of Edinburgh zur Gründung der Unterstützung beider Organisationen versichert. Sein primäres Ziel war die Ausbildung der zukünftigen Meeres- und Polarforscher wie beispielsweise Fridtjof Nansen und William Speirs Bruce.
Die Eröffnung der Station wurde durch den Professor der Universität Jena, Ernst Haeckel, im April 1884 durchgeführt. Im Volksmund wurde die Station schnell als Edinburgh Marine Station bekannt, und in der Selbstdarstellung, möglicherweise durch eine 1884 geleisteten Zuwendung der Krone, gerne als Royal Scottish Marine Station hochstilisiert. Die Station begann mit regelmäßigen Messungen der Oberflächentemperatur des Firth, sowie weiteren Temperaturen in unterschiedlichen Tiefen des Meeresarms. Daneben wurden auch biologische Forschungen durchgeführt.
Da das für sieben Mitarbeiter ausgelegte Labor auf einer schwimmenden Plattform untergebracht war, war der Zugang zu zwei Beiboten und einer Jacht zum Sammeln von Proben problemlos.
Nach kurzer Zeit wurde die schwimmende Plattform nach Millport auf der Isle of Cumbrae geschleppt und dort an Land gezogen. Die Forschungen wurden dort unter der Bezeichnung Millport Biological Station fortgesetzt. Aus dieser wurde später die Scottish Association for Marine Science. Bis zum Umzug an die heutige Adresse 1968/69 blieb die Forschungsstation in Millport.
Seit 1901 ist die Stiftung eine Mitgliedergesellschaft, in der die Mitgliederversammlung die höchste Autorität darstellt. Seither operiert SAMS als Gelehrtengesellschaft.
2013 informierten SAMS und die Universität der Vereinten Nationen über die Unterzeichnung einer Absichtserklärung zur Zusammenarbeit. SAMS ist das erste meereskundliche Institut, dass sich zur Zusammenarbeit bereit erklärt hat.

### Wissenschaftliche Aktivitäten
Zwölf Forschungs-Fellows arbeiten mit 130 Vollzeitstudenten und 30 Forschungs-Studenten an der Erforschung der Meere. Die Laborgebäude wurden 2004 neu gebaut und ausgestattet. Moderne Lehrräume wurden 2010 ergänzt.

## Forschungsprojekte und -ergebnisse
2015 wurde angekündigt, dass SAMS in Zusammenarbeit mit der Syddansk Universitet Tiefseerinnen mit Hilfe von Robotern untersuchen will. Die auf GBP 2,3 Mio. budgetierte Forschung sollte die Untersuchung von Tiefseeleben in der natürlichen Umwelt ermöglichen. Hierzu werden drei Roboter in Sonderanfertigung hergestellt. Ziel der Forschungsreise sollte der Pazifik sein, wo der Atacamagraben, der Japangraben und der Kermadecgraben untersucht werden sollen. Die Gräben wurden ausgewählt, da aufgrund der darüberliegenden unterschiedlichen Meereszonen unterschiedliche mikrobielle Zusammensetzungen erwartet werden.
Ebenfalls 2015 wurden zwei Polarforschungsprojekte gestartet. Das Projekt Arctis ABC untersucht die Auswirkungen des Verlusts von Seeeises auf die Ökologie der Arktis. Das Projekt mit der Bezeichnung FAABulous untersucht Veränderungen der Algenpopulation.  Während sich das Plankton im Sommer am Zyklus der Sonne orientiert, stellt es sich im polaren Winter auf einen Mondzyklus um. Dabei wurde mehr Aktivität beobachtet, als zuvor angenommen.
Im Oktober 2018 veröffentlichten Forscher des SAMS Befunde, die nachwiesen, dass Bodenlebewesen der Schottischen See seit mindestens 1976 mit Mikroplastik belastet sind. In der Untersuchung von konservierten See- und Schlangensternen aus dem Rockall-Trog in ca. 2000 Metern Tiefe konnten in damals gesammelten Proben acht verschiedene Kunststoffe identifiziert werden. Entgegen den Erwartungen nimmt die Menge an Mikroplastikpartikeln in den Proben mit abnehmendem Alter nicht zu. Entgegen dieser Beobachtung in Meeresumgebungen nehmen die Mengen an Mikroplastikpartikeln in menschlichem Gewebe in neuer Zeit zu.

## Infrastruktur
SAMS betreibt zwei Forschungsschiffe, die Research Vessels (RV, Forschungsschiff) Calanus und die Seol Mara. Daneben werden zwei autonome Tauchfahrzeuge, ferngesteuerte Forschungsroboter und Drohnen, sowie weitere Ausrüstung zur Erforschung der Meere unterhalten.
SAMS verwaltet die Culture Collection of Algae and Protozoa (CCAP) und mit über 3000 Strängen salz- und süsswasserbasierten Protisten die weltweit größte Sammlung an solchen Organismen. SAMS liefert neben den Kulturen auch Hinweise auf die Vermehrung, bildet Fachpersonal aus, unterstützt die Bestimmung von Organismen und hilft bei Patenterstellungen. Darüber hinaus bietet SAMS die gefriertechnische Aufbewahrung solcher Organismen.

## Trivia
2004 wurden Robert Batty und Hakan Westerberg von SAMS für ihre Erforschung des Kommunikationsverhaltens von Heringen mit dem Ig-Nobelpreis ausgezeichnet. Die beiden konnten zeigen, dass zumindest ein Teil der Kommunikation im Heringsschwarm durch Pupsen erfolgt.

## Schriften
Neben dem obligatorischen Jahresabschluss wird ein mehrmals jährlich aufgelegtes Blatt, der Ocean Explorer, bis zur 34ten Auflage Newsletter, herausgegeben. Daneben verlegt SAMS Bücher (s. u.).

### Bücher im Verlag von SAMS
- 1994: Water quality and stress indicators in marine and freshwater ecosystems : linking levels of organisation (individuals, populations, communities)
- 1996: Aquaculture and sea lochs
- 1999: Good practice guidelines for ports and harbours operating within or near UK European marine sites
- 2002: Review and synthesis of the environmental impacts of aquaculture